# Parlamentsvalet i Syrien 2012
Parlamentsvalet i Syrien den 7 maj 2012 var det första flerpartivalet i landet på över 50 år.
Valet var ett led i de reformer som president Bashar al-Assad lanserade sedan den arabiska våren under 2011 nådde landet. Stora delar av oppositionen dömde dock ut hela reformprocessen och bojkottade valet medan flera kristna biskopar gjorde ett gemensamt uttalande, i vilket man uppmanade alla medborgare att delta i valet.
Sju nybildade partier var med och tävlade om de 250 platserna i parlamentet. Valet resulterade i en promenadseger för det styrande Baathpartiet och dess allierade i den Nationella progressiva fronten, varför al-Assad utpekade den tidigare jordbruksministern Riyad Farid Hijab till ny regeringsbildare. 